# Maksym (Marretta)
Maksym (ur. 17 stycznia 1979 w Toms River) – duchowny Cerkwi Prawdziwych Prawosławnych Chrześcijan Hellady, od 2019 biskup Pelagonii.

## Życiorys
Urodził się w rodzinie kapłana. W latach 1997–2001 studiował w seminarium Św. Trójcy w Jordanville, a w 1999–2001 był nowicjuszem tamtejszego monasteru.
W 2002 przyjął postrzyżyny mnisze z imieniem Maksym ku czci św. Maksyma Wyznawcy. W 2008 przyjął święcenia diakonatu, a rok później został wyświęcony na kapłana. Od 2015 pełni posługę duszpasterską w Ameryce Łacińskiej. Chirotonię biskupią otrzymał 4 maja 2019.